# Edgardo Adinolfi
Edgardo Alberto Adinolfi Duarte (Montevideo, 27 marzo 1974) è un ex calciatore uruguaiano.

## Carriera

### Giocatore

#### Club
Inizia nel River Plate di Montevideo, dove gioca dal 1992 al '95, anno nel quale passa agli israeliani del Maccabi Haifa, dove rimane una stagione, giocando 22 partite e andando a segno una volta. Nel 1996 torna in patria, al Peñarol. Nel 1999 passa agli argentini del Gimnasia La Plata, dove rimane fino al 2001.
Nel 2001 passa brevemente al Defensor Sporting, e nel 2001 approda in Europa, ai greci dell'Ionikos. Nel 2002 torna in Argentina, al Newell's Old Boys, dove gioca fino al 2006, passando però la stagione 2004-2005 agli spagnoli del Pontevedra CF. Nel 2006 arriva all'Olympiakos Nicosia, società nella quale si ritira nel 2007.

#### Nazionale
Dal 1994 al 1997 ha fatto parte della nazionale di calcio uruguaiana, giocando 18 partite e segnando 1 gol. Ha vinto la Copa América 1995.

### Allenatore
Nel 2008 è stato assistente di Guillermo Sanguinetti alla guida del Gimnasia La Plata.

## Palmarès

### Titoli nazionali
- Campionato uruguaiano: 3

Penarol: 1996, 1997, 1999
- Campionato argentino: 1

Newell's: Apertura 2004

### Nazionale
- Coppa America: 1

Uruguay 1995